# 微弱無線局
微弱無線局（びじゃくむせんきょく）は、電波法に規定する免許を要しない無線局の一種で微弱な電波を利用する無線局のことである。

## 概要
電波法第4条に規定する免許を要しない無線局の内、同条第1号には「発射する電波が著しく微弱な無線局で無線局で総務省令で定めるもの」と規定している。 
この総務省令とは電波法施行規則のことで、第6条第1項に規定している。
また、無線従事者を要しない「簡易な操作」を規定する第33条には、第1号に「法第4条第1号から第3号までに規定する免許を要しない無線局の無線設備の操作」と規定しており、操作に無線従事者を必要としない。
「法」は電波法の略

## 種類
電波法施行規則第6条第1項には、第1号から第3号を規定している。

### 第1号
無線設備から3mの距離で表のように電界強度（試験設備内または人体内のみで使用する場合は補正した値）を規定しており、用途、電波型式、周波数に制限は無い。
| 周波数帯              | 電界強度                                                               |
| --------------------- | ---------------------------------------------------------------------- |
| 322MHz以下            | 500μV/m 以下                                                           |
| 322MHzを超え10GHz以下 | 35μV/m 以下                                                            |
| 10GHzを超え150GHz以下 | 3.5fμV/m以下（500μV/mを超える場合は500μV/m、fはGHzを単位とする周波数） |
| 150GHzを超えるもの    | 500μV/m以下                                                            |

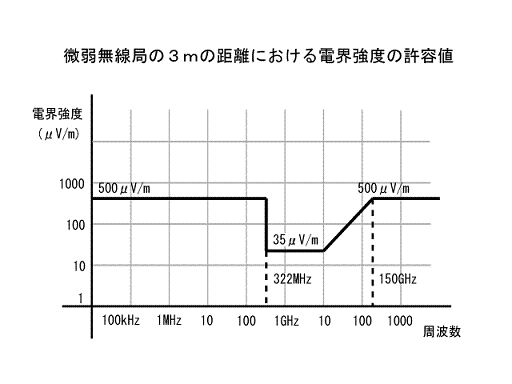
微弱無線局の3mの距離における電界強度の許容値

この3mという距離から関係する技術者などが3m法と呼んでおり、図示すると右のようになる。
測定法は、総務省告示に規定されている。
告示の試験設備は、外部からの影響を受けないように試験場や電波暗室などの条件が定められており、任意の場所での無線設備から3mの距離の電界強度を測定しているのではない。
この為、法令上で製造・販売・使用などに義務付けられたものではないものの告示に基づく微弱無線設備として性能証明を実施する企業・団体があり、証明書を発行している。
FM放送の周波数帯などの322MHz以下でダイポールアンテナを使った場合の送信電力は50nW (0.00005mW)と換算される。
また、322MHzから10GHzの社会的なニーズが高く空きの少ない周波数帯は、VCCI協会、米国の連邦通信委員会 (FCC)、国際無線障害特別委員会 (CISPR) の定める不要輻射電磁波の定める不要電磁波の規定よりも厳しいものとなっており、この帯域での利用は実質的に不可能に近い。
1986年（昭和61年）の規則改正までは周波数にかかわらず、100mの距離で15μV/m以下と規定されていた。
これを100m法と呼ぶことにすると、3m法は自由空間での電波伝搬特性を基に100mでの値を3mでの値に換算したものといえるが、実際には100mの距離があると大地反射の影響を無視できず、伝搬減衰量は自由空間でのものより大きくなる。
10m以上の距離で大地反射を考慮すると従前の規定の同等の電界強度15μV/mになるのは30mと計算される。すなわち、現行機器が3m法で500μV/mあっても100m法では15μV/mに及ばず、従前の機器で、地面の影響がある状況で実測して限度の値に調整したものに限れば、規制条件の限度一杯であれば3m法で測定すると500μV/mをはるかに超えるものとなる。
経過措置として従前の機器の使用が認められていたのは、規則改正後の10年間ですでに失効している。
簡易なラジオマイクやこれを利用したミニFM、新幹線のFM放送再送信、イモビライザーやロボットゲート入門用送信機などの無線制御、雪崩ビーコンなどに利用されている。
1987年（昭和62年）のコードレス電話の自由化時には、この規格を用いた微弱電力型機も低価格機として販売されたが、同時に発売された小電力型機より使用できる距離が短く、価格低下に伴い数年とたたずに製造中止となった。
無線設備試買テストとELPマーク
総務省は、微弱電波の範囲を超える無線機が市場に多数流通し、他の無線局に障害を与える事例が発生していることから、一般消費者が購入・使用し、障害を与えることがないよう、微弱電波の範囲を超えるおそれがある無線機を試買して測定を行い、範囲を超えるものについて
公表する無線設備試買テストを実施している。
公表したものについて製造・販売・輸入業者は販売を中止するよう要請される。
任意制度であるが、民間団体が上記の性能証明を受けた微弱無線設備を登録し微弱無線マーク（ELPマーク）を発行している。
出荷状況は次の通り。
| 年                              | 2017年    | 2018年    | 2019年    | 2020年    | 2021年    | 2022年    | 2023年    |
| ------------------------------- | --------- | --------- | --------- | --------- | --------- | --------- | --------- |
| 台数                            | 1,813,452 | 2,872,496 | 3,752,854 | 4,401,996 | 4,987,811 | 5,659,136 | 6,084,139 |
| ELPマーク取得製品の累計出荷台数 |           |           |           |           |           |           |           |

### 第2号
無線設備から500mの距離において、電界強度が200μV/m以下で用途、電波型式、周波数を定めて告示されるもの。
用途は、模型飛行機、模型ボートその他これらに類するものの無線操縦用発振器（ラジコン用発振器）又は有線式マイクロホンのかわりに使用される無線電話用送信装置（ラジオマイク）。
| 用途                                 | 電波の型式                        | 周波数 | 備考                                                                                     |
| ------------------------------------ | --------------------------------- | --- | ---------------------------------------------------------------------------------------- |
| ラジコン用発振器用及びラジオマイク用 | A1D、A2D、A3E、F1D、F2D、F3D、F3E | 27.12MHz（その発射の占有する周波数帯幅に含まれるエネルギーが±162.72kHzの範囲を超えないこと）                                                         |                                                                                          |
| ラジコン用発振器用及びラジオマイク用 | A3E、F3E                          | 40.68MHz（その発射の占有する周波数帯幅に含まれるエネルギーが±20.34kHzの範囲を超えないこと）                                                          |                                                                                          |
| ラジコン用発振器用                   | A1D、A2D、F1D、F2D、F3D           | 40.61MHz、40.63MHz、40.65MHz、40.67MHz、40.69MHz、40.71MHz、40.73MHz、40.75MHz                                                                       | 模型飛行機以外の無線操縦用発振器 （産業の用に供するものを除く。） に使用する場合に限る。 |
| ラジコン用発振器用                   | A1D、A2D、F1D、F2D、F3D           | 40.77MHz、40.79MHz、40.81MHz、40.83MHz、40.85MHz、72.13MHz、72.15MHz、72.17MHz、72.19MHz、72.21MHz、72.79MHz、72.81MHz、72.83MHz、72.85MHz、72.87MHz | 模型飛行機の無線操縦用発振器 （産業の用に供するものを除く。） に使用する場合に限る。     |
| ラジコン用発振器用                   | F1D、F2D、F3D                     | 72.75MHz、72.76MHz、72.77MHz | 模型飛行機以外の無線操縦用発振器に使用する場合であって、産業の用に供するものに限る。     |
| ラジコン用発振器用                   | F1D、F2D、F3D                     | 73.22MHz、73.23MHz、73.24MHz、73.25MHz、73.26MHz、73.27MHz、73.28MHz、73.29MHz、73.30MHz、73.31MHz、73.32MHz                                         | 模型飛行機の無線操縦用発振器に使用する場合であって、産業の用に供するものに限る。         |

参考　27.12MHz及び40.68MHzの周辺の周波数はISMバンド中にあり、工業用高周波加熱装置などから発射される電波の影響を受けてもこれを容認しなければならないと総務省告示周波数割当計画脚注J37にある。

### 第3号
標準電界発生器、ヘテロダイン周波数計その他の測定用小型発振器で数値は明示されていない。これに関する告示がある。
船舶に設置した無線方位測定機の較正曲線を作成するためにのみ用いる発振器で、次の各号に適合するもの
1. 変調持続電波又は持続電波で、較正に必要な周波数帯の発射が可能であるもの
2. 発振器の空中線は、単条式接地空中線とし、線条の長さは、8mをこえないもの
3. 発射電波の周波数が500kc以下の場合は6V6二本並列及び3000kc以下の場合は6V6一本とし、陽極電圧は、それぞれ400Vをこえないもの

周波数の単位kcは原文ママ
注　例示であり他の発振器を排除するものではない。

## 沿革

### 電波法施行規則第6条
1950年（昭和25年）
- 6月の制定[8]時には、次のように規定

1. ワイアレス・レコード・プレアー（λ/2πの距離においてその電界強度が15μV/m以下のものに限る。）標準電界発生器、ヘテロダイン周波数計その他の小型発振器
2. 誘導式無線電信電話設備であって、別に公開する分配範囲の周波数帯に属する周波数を使用し、且つ当該設備から500m離れた線路からλ/2πの距離における電界強度が15μV/mをこえないもの

- 11月の全部改正[9]により次のように規定

1. ワイアレス・レコード・プレアー（λ/2πの距離においてその電界強度が15μV/m以下のものに限る。）
2. 標準電界発生器、ヘテロダイン周波数計その他の小型発振器

1957年（昭和32年）- 次のように改正
1. 当該無線局の無線設備から100mの距離において、その電界強度が15μV/m以下のもの
2. 当該無線局の無線設備から500mの距離において、その電界強度が200μV/m以下のものであって、郵政大臣が用途並びに電波の型式及び周波数を定めて告示するもの
3. 標準電界発生器、ヘテロダイン周波数計その他の測定用小型発振器

1986年（昭和61年）- 第1号が上述のように改正
- 従前の機器は公布日の5月27日から10年間の使用可能[12]
- 測定法が告示に規定されることとなった。

### 昭和32年郵政省告示第708号
1957年（昭和32年）- 制定の際は、次のように規定
1. 用途は、模型用無線操縦用発振器又はラジオ・マイクで、壁で囲まれた建築物の内部において又は建築物から500m以上離れた場所において使用するもの。
2. 電波型式はA1、A2、A3、F1、F2、F3、周波数は13560kc、27120kc、40.68Mcで占有周波数帯域も規定されていた。

「ラジオ・マイク」の表記、周波数の単位kc、Mcは原文ママ
これ以降、周波数や電波型式の表記、占有周波数帯域の変更があった。
1992年（平成4年）- ラジコン用発振器用の項が追加され、40MHz帯の13波、72MHz帯の10波が規定
これ以降、ラジコン用発振器用については周波数や電波型式の追加があった。
1998年（平成10年）- 13.56MHzが削除、ラジコン用発振器の周波数が模型飛行機用とそれ以外のものに細別
- 13.56MHzは、RFID用としてワイヤレスカードシステムの無線局（現 誘導式読み書き通信設備という高周波利用設備）に割り当てられたことによる。

2004年（平成16年）- 72MHz帯のラジコン用発振器の周波数が20波に増加
2008年（平成20年）-「壁で囲まれた建築物の内部において又は建築物から500m以上離れた場所において使用する」という制限が削除
2016年（平成28年）- 72MHz帯のラジコン用発振器の周波数が24波に増加
- 73.22MHz、73.23MHz、73.24MHzの3波は「模型飛行機以外」用から「模型飛行機」用となったが、従前の発振器でこの3波を使用しているものについては「平成33年8月31日」まで使用可能[18]

元号の表記は原文ママ

### 関連規制
2013年（平成25年）- 総務省が無線設備試買テストを開始
2014年（平成26年）- 総務省の電波政策ビジョン懇談会は、微弱無線機器が技術基準を満たしていることを判別できる仕組みとして仮称「微弱適合マーク」の表示などの仕組みを確立することを提言
2015年（平成27年）- 全国自動車用品工業会（JAAMA）がELPマークの登録業務を開始
2016年（平成28年）- 電波環境協議会（EMCC）がELPマークの登録業務を開始